# Pflichtliteratur
Das Wort Pflichtliteratur oder Pflichtlektüre bezeichnet Texte, die zu einem bestimmten Zweck gelesen werden müssen bzw. sollten.

## Studium und Ausbildung
Der Begriff stammt aus dem Bereich von Studium und Ausbildung. Bei universitären Seminarveranstaltungen wird vom Dozenten häufig vorab eine Literaturliste, gegliedert nach einzelnen Seminarthemen/-terminen, herausgegeben. Darin wird in der Regel zwischen Pflichtliteratur und weiterführender Literatur oder Wahlliteratur unterschieden. Die Pflichtliteratur (oft auch Basisliteratur genannt) sollten alle Teilnehmer vor der betreffenden Veranstaltung gelesen haben, damit sie in der Lage sind, die Referate zu verstehen und sich an der Diskussion zu beteiligen. Die weiterführende Literatur (die für die Referenten/Korreferenten Pflichtlektüre darstellen kann) dient weitergehend Interessierten als Literaturempfehlung zur freiwilligen Vertiefung. Der Ausdruck kann sinngemäß auch in anderen Veranstaltungsformen verwendet werden, wenn die Inhalte bestimmter Texte als prüfungsrelevant angegeben werden.
Im schulischen Bereich findet der Ausdruck (mehrheitlich umgangssprachlich) Verwendung für Bücher, die in sprachlichen Fächern Thema zentraler Prüfungen sein können (Zentralabitur).
Zur Pflichtliteratur werden häufig auch herausragende literarische Werke und Fachbücher gezählt, die im Rahmen einer Ausbildung oder eines Studiums besonders relevant sind.
So ist bei der Ausbildung zum Pfarrer die Bibel ein zentraler Bestandteil des Studiums und gehört somit zur Pflichtliteratur.
Pflichtliteratur ist nicht mit den Pflichtexemplaren von Publikationen für Bibliotheken oder Archive zu verwechseln.

## Allgemeine Verwendung
Darüber hinaus wird oft von Texten behauptet, sie seien Pflichtliteratur, wenn sie vom Sprecher für bestimmte Personengruppen oder Themenfelder als grundlegend bzw. unverzichtbar angesehen werden. (Beispiele: Buch X sollte Pflichtlektüre für jeden Volkswirt sein! oder: Wenn es um den aktuellen Forschungsstand der kriminologischen Molekularbiologie geht, ist Aufsatz Y Pflichtliteratur.)
In einem fachunabhängigen Kontext kann damit auch ausgedrückt werden, ein bestimmtes Werk sei Bestandteil eines Literaturkanons, den jeder (gebildete) Bürger lesen sollte. (Beispiel: Faust I ist Pflichtliteratur!)